# 활격-불활격 정렬
언어학에서 활격-불활격 정렬(혹은 의미론적 정렬, 분열 자동격 정렬. 영어:active-stative alignment, split intransitive alignment 또는 semantic alignment)은 자동사의 주어 논항 ( S로 표지)이 때때로는 타동사의 행위자로 표지되고, 때때로는 타동사의 목적어처럼 표지되는 형태통사론적 정렬이다. 활격-불활격 정렬을 하는 언어들은 때때로 활격 언어라고도 한다.
자동사 주어의 격을 정하는 의미, 형태론적 기준은 각 언어에 따라 다르다. 이 기준은 대개 자유의지의 정도 혹은 서술어의 행동에 대한 행위자의 통제 능력에 기초하는 경향을 보인다.
예를 들어, 한 사람이 여행에서 쓰러지면, 활격 언어에서는 이를 "fell me."와 같이 말할 것을 요구할 것이다.  "I fell"처럼 말하는 것은 그 사람이 의지를 가지고 동작을 수행했다는 것을 의미할 것이다. 다른 가능성은  공감 능력이다. 예를 들어, 만일 누군가가 기르는 개가 차에 치였다면, 그는 “died her."와 같이 말할 것이다, "she died"라고 말하는 것은 그 사람이 감정을 이입하지 않았음을 암시할 것이다.
타동사구의 핵심 논항이 A (타동사구의 행위자) 와 P(타동사구의 피행위자)로 표시되므로, 활격 언어들은 위의 기준에 따라  S를 S = P/O∗∗ ("fell me")나 S = A ("I fell")로 정렬한다고 말할 수 있을 것이다.
활격 언어들은 S를 S=A 로 정렬하는 대격 언어는 물론, S를 S = P/O로 정렬하는 능격 언어와도 대조를 이룬다.
통사적 역할을(S=주어, O=목적어) 의미론적 역할과(A=행위자, P=피행위자) 분류하기 어려우므로, 이들 활격 언어의 언어 구조에  관심을 가져야 할 것이다. 예를 들어 몇몇 언어에서, "me fell," 은 덜 비인간적이고 더 감정적인 것으로 이해될 수 있다.

## 유형
대부분 언어에서, 자동사 주어는 주어의 의지 정도 등에 관계없이 형태적으로 고정된 격을 갖지만, 대개 가장 일반적인 상황에 일치한다. 예를 들어, "수영하다"의 주어 논항은 항상 타동사의 주어, 즉 행위자처럼 취급될 것이다. 또한, "자다"의 주어 논항은 항상 직접목적어처럼, 즉 피행위자처럼 취급될 것이다. 다코타어에서, 활동동사(예를 들어 "달리다"와 같은)의 주어 논항은 대격언어에서처럼 타동사의 행위자처럼 취급되고, 비활동동사의 주어는("서다"와 같이) 능격언어에서와 같이 타동사 목적어처럼 취급될 것이다. 이런 언어에서, "뛰다"나 "삼키다"와 같은 동사의 주어는 설렁 그 행동이 자발적이지 않았더라도 활격으로 표시될 것이다.  이 유형은 split-S로도 알려져 있다.

다른 언어에서, 자동사 주어의 격표지는 의미론적 고려를 통해 화자가 정한다. 이런 언어에서는 어떤 자동사에서든, 화자는 자동사의 주어를 활격으로 표지할지 불활격으로 표지할지 정할 수 있다. 이런 언어들 중 몇몇은 불활격을 기본으로 사용하며, 활격은 행동에 대한 어느 정도의 의지나 통제능력을 표지한다. 다른 몇몇은 활격이 기본으로 사용되는 반면에 불활격이 의지나 통제능력의 부재, 행동으로부터의 영향, 화자의 동정심 등을 표지한다. 이 두 유형(활격 기본과 불활격 기본)은  fluid-S로도 알려져 있다.

## 나타나는 언어
(†)는 사멸한 언어이다.

### 남아메리카
- 투피과라니어족
  - †투피어와 †Tupinambá (fluid-S)
  - 파라과이의 과라니어가 fluid-S형 언어와 비슷한 정렬을 갖는 것으로 알려져 있다,

### 북미 지역
- 미국 남부
- 미국 중부
- 대평원 지역
- 북동아메리카
  - 이로쿼이어족
    - 체로키어
- 북서아메리카
  - 나데네어족
    - 틀링깃어

  - 포모어족
    - 동부 포모어 (fluid-S, 북부 캘리포니아)
    - 중앙 포모어
    - 북부 포모어
    - 남동 포모어

### 남아시아와 동남아시아
- 오스트로네시아어족
  - 아체어 (인도네시아 아체와 말레이시아 페락 지역에서 쓰임, split-S type)
  - Kuanua어 (뉴브리튼 섬의 톨라이족에서 쓰임, split-S type)
  - many active languages of Central branch of this family are spoken in Eastern Indonesia
- 파푸아 제어: 야와어 (Split-S)
- 티베트버마어파:티베트 구어 (fluid-S)

### 다른 언어들
- 예니세이어족의  케트어 (split-S)

## 같이 보기
- 형태통사론적 정렬
- 유표적 주격